# Karel Vladimír Burian
Karel Vladimír Burian (23. května 1923 Praha – 24. května 2000 Říčany) byl český spisovatel, hudební skladatel a sbormistr.

## Život
Vystudoval v Praze gymnázium a současně studoval soukromě skladbu u hudebního skladatele Rudolfa Karla. V roce 1945 začal učit na základní škole v Říčanech. V Říčanech pak zůstal až do konce svého života. Založil a vedl stotřicetičlenný žákovský pěvecký sbor. Později učil na gymnáziu a na rodinné škole, ale hlavně se věnoval popularizaci hudby a spisovatelské činnosti. Za jeho činnost mu byla v Cambridgi udělena medaile For distingued services to Music (Za vynikající zásluhy o hudbu).

## Osvětová činnost
- Spolupráce s Divadlem hudby (cca 100 pořadů)[1]
- 8 muzikologických studií pro gramofonové desky
- Pravidelné rozhlasové pořady o hudbě v rámci cyklu Akademie třetího věku
- 10 školních diafilmů pro pedagogické nakladatelství Komenium

## Literární činnost
Literární činnost Burianova je těsně svázána s jeho prací na popularizaci vážné hudby:
- Přehled vývoje hudby (1948)
- Stručné dějiny anglické hudby (1948)
- Příruční hudební slovník naučný
- Veliká láska: rapsódie o životě Bedřicha Smetany
- Chlapec ze Salcburku (Wolfgang Amadeus Mozart)[1]
- Kapelník ze Stavovského divadla (František Škroup)
- K novým břehům (Modest Petrovič Musorgskij)
- Giuseppe Verdi
- Nikolaj Rimskij-Korsakov
- Puccini a jeho doba
- Gioacchino Rossini
- Vincenzo Bellini
- Borodin
- Čajkovského Eugen Oněgin
- Carl Maria von Weber
- Dějiny světové opery
- Světová operní divadla
- Stříbrná mozaika (přepis rozhlasových pořadů z cyklu Akademie třetího věku).

Kromě literatury o hudbě je rovněž autorem detektivek, které byly publikovány v různých časopisech (knižně dosud nevyšly):
- Stín strachu
- Zmizení Ing. Jiráska
- Dívka s hadem
- Dlouhá noc
- Překvapení v horách
- Tajemné dopisy.

Dosud nebyla vydána encyklopedie Svět baletu, román o malířství a hudbě z období benátské renesance a čtyři dobrodružné romány.

## Skladatelská činnost
- Tři mše z let 1940–1942
- Bratři dále (na slova Josefa Václava Sládka)
- Do Sibiře (kantáta podle A. S. Puškina)[1]

Dále drobné klavírní skladby, písně, sbory a scénická hudba k divadelním inscenacím říčanského divadelního spolku Tyl.